# Tedrow, Ohio
Tedrow är en ort i Fulton County i delstaten Ohio, USA.